# Tulostoma dumeticola
Tulostoma dumeticola es una especie de hongo del género Tulostoma, de la familia Agaricaceae, orden Agaricales. Fue descrita por Long.

## Distribución
Se distribuye por América.